# ニューベリー (サウスカロライナ州)
ニューベリー（英: Newberry）は、アメリカ合衆国サウスカロライナ州北西部のニューベリー郡に位置する都市であり、同郡の郡庁所在地である。2010年国勢調査での人口は10,277 人だった。ピードモント台地にあり、州都コロンビアの北西69キロメートルに位置している。
市内にはアメリカ福音ルター派教会の系列である私立教養系カレッジのニューベリー・カレッジがある。

## 歴史
ヨーロッパ人（主にドイツ人、スコットランド・アイルランド人、イングランド人）が1750年代に多数この地域に到着するようになった。1785年、ナインティシックス地区からニューベリー郡が形成された。ニューベリーの町がその郡の中央に位置していたので、1789年に郡庁所在地に選ばれた。当時は綿花プランテーションが広がる広大な地域の一部だった。郡内の人口の大部分は綿花プランテーションで働くために奴隷として保持されたアフリカ系アメリカ人だった。郡も町も、政治は農園主が支配していた。1851年に鉄道が開通したとき、ニューベリーの町が繁栄する交易の中心地になっていた。これは1860年代までは続いていたが、南北戦争とその後の奴隷解放によって、社会にも政治にも大きな変革が訪れた。その後のアフリカ系アメリカ人は選挙権を取り上げられ、工業化の波が訪れると、アフリカ系アメリカ人の多くが大挙して北部に移住していくことになった。
南北戦争のとき、ニューベリー・カレッジは南軍の、さらに後には北軍の病院として利用された。歴史あるニューベリー郡庁舎は、北軍のウィリアム・シャーマン将軍の部隊が南部を灰燼にして過ぎたときも、焼けずに残った。
一時期はニューベリー・コートハウスと呼ばれていた。1894年に町として認証された。ニューベリーは1976年に市となったが、25年間以上アメリカ合衆国国勢調査局にその変更を報告しなかった。その結果、2000年の国勢調査では町として扱われていた。

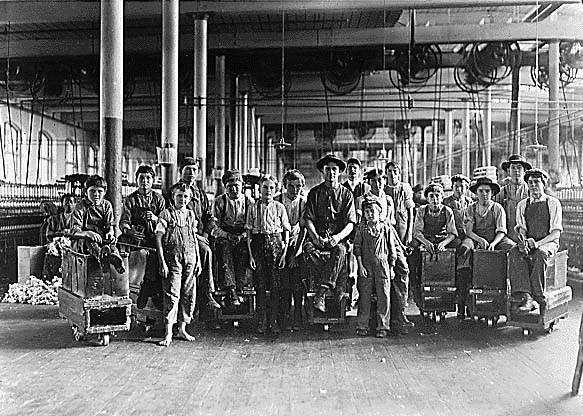
モラハン・ミルズで糸巻を外す役割の少年達（1908年）

ニューベリー市内では以下の建造物、地区がアメリカ合衆国国家歴史登録財に指定されている。
- バウンダリー通り＝ニューベリー綿糸工場歴史地区
- バートン邸
- コールドウェル通り歴史地区
- コーツウッド（邸宅）
- カレッジ通り歴史地区
- カズンズ邸
- ハンナ・ローゼンウォルド学校
- ハーリントン通り歴史地区
- フランシス・B・ハギンズ邸
- メインストリート歴史地区
- ジョージ・モウワー邸
- ニューベリー・カレッジ歴史地区
- ニューベリー郡記念病院
- ニューベリー歴史地区
- ニューベリー・オペラハウス
- オークランド・ミル
- 旧郡庁舎
- アイク・リーリー邸
- サマー兄弟店
- ティンバーハウス
- ビンセント通り歴史地区
- ウェルズ日本庭園
- オズボーン・ウェルズ邸
- ウェスト・バウンダリー通り歴史地区

## 地理
ニューベリー市は北緯34度16分40秒 西経81度37分00秒 / 北緯34.277655度 西経81.616560度座標: 北緯34度16分40秒 西経81度37分00秒 / 北緯34.277655度 西経81.616560度 (34.277655, -81.616560)に位置している。。
アメリカ合衆国国勢調査局に拠れば、市域全面積は6.6平方マイル (17.0 km2)であり、全て陸地である。

## 人口動態
以下は2000年国勢調査による人口統計データである。
| 基礎データ - 人口: 10,580 人 - 世帯数: 3,970 世帯 - 家族数: 2,528 家族 - 人口密度: 621.8人/km2（1,609.2 人/mi2） - 住居数: 4,388 軒 - 住居密度: 257.9軒/km2（667.4 軒/mi2） 人種別人口構成 - 白人: 52.85% - アフリカン・アメリカン: 41.36% - ネイティブ・アメリカン: 0.47% - アジア人: 0.60% - 太平洋諸島系: 0.12% - その他の人種: 2.88% - 混血: 1.70% - ヒスパニック・ラテン系: 9.49% 年齢別人口構成 - 18歳未満: 23.3% - 18-24歳: 14.9% - 25-44歳: 25.5% - 45-64歳: 18.6% - 65歳以上: 17.6% - 年齢の中央値: 34歳 - 性比（女性100人あたり男性の人口） - 総人口: 86.3 - 18歳以上: 81.6 | 世帯と家族（対世帯数） - 18歳未満の子供がいる: 29.7% - 結婚・同居している夫婦: 36.5% - 未婚・離婚・死別女性が世帯主: 22.3% - 非家族世帯: 36.3% - 単身世帯: 31.7% - 65歳以上の老人1人暮らし: 15.9% - 平均構成人数 - 世帯: 2.42人 - 家族: 2.97人 収入と家計 - 収入の中央値 - 世帯: 27,064米ドル - 家族: 33,490米ドル - 性別 - 男性: 28,681米ドル - 女性: 20,887米ドル - 人口1人あたり収入: 14,389米ドル - 貧困線以下 - 対人口: 28.0% - 対家族数: 23.8% - 18歳未満: 39.9% - 65歳以上: 21.0% |

## 見どころ
- ウェルズ日本庭園
- ニューベリー・オペラハウス
- 旧郡庁舎
- リンチーズの森
- ニューベリー・カレッジ
- エノリー川ブドウ園
- カーター & ホームズ・オーキッズ
- ユーロラックス・アンティーク
- ニューベリー郡歴史博物館
- ニューベリー・カントリークラブ
- リッツ劇場
- サムター国立の森
- ホープ学校
- オズボーン・ウェルズ邸
- マレイ湖
- オクトーバーフェスト
- ドレハー島州立公園

## 著名な出身者
- ジョーダン・ヒル、NBAバスケットボール選手、ロサンゼルス・レイカーズ他
- トレバー・ブッカー、NBAバスケットボール選手、ワシントン・ウィザーズ他